# سليمان نديكومانا
سليمان يامين نديكومانا (Selemani Yamin Ndikumana) (ولد في 18 مارس 1987 في بوجمبورا) هو لاعب كرة قدم بوروندي، ومركزه مهاجم.
انتقل في يناير 2008 من نادي سيمبا التنزاني أكبر النوادي في تنزانيا لمولدي كيه. وفي عام 2009 انتقل من مولدي النرويج إلى نادي لييرس البلجيكي الذي ينافس في الدوري الدرجة الثانية. ويلعب حاليا لمنتخب بوروندي وله 11 مباراة و1 هدف لمنتخبه البوروندي.

## الروابط الخارجية
- نبذة عن لاعب في الموقع الرسمي للناديه الحالي لييرس البلجيكي
- فديو في أول ظهور مع ناديه الحالي في كأس بلجيكا
- نبذة عن لاعب في الموقع الرسمي للناديه السابق مولدي

## روابط خارجية
- سليمان نديكومانا على موقع الاتحاد الدولي (مؤرشف)  (الإنجليزية)
- سليمان نديكومانا على موقع قاعدة بيانات كرة القدم.إي يو (الإنجليزية)
- سليمان نديكومانا على موقع ناشيونال فوتبول تيمز (الإنجليزية)
- سليمان نديكومانا على موقع Soccerway.com (الإنجليزية)
- سليمان نديكومانا على موقع عالم كرة القدم.نت (الإنجليزية)
- سليمان نديكومانا على موقع كووورة